# تیم ملی فوتبال کیریباتی
تیم ملی فوتبال کیریباتی نمایندهٔ کشور کیریباتی در مسابقات بین‌المللی است که زیر نظر فدراسیون فوتبال کیریباتی فعالیت می‌کند.
اولین بازی رسمی این تیم در تاریخ ۲۲ آگوست ۱۹۷۹ میلادی در برابر تیم ملی فوتبال پاپوآ گینه نو برگزار شده‌است.